# Цинамдзгвріанткарі
Цинамдзгвріанткарі (груз. წინამძღვრიანთკარი) — село в Грузії.
За даними перепису населення 2014 року в селі проживає 668 осіб.